# 酒井貴政
酒井 貴政（さかい たかまさ、1988年5月18日 - ）は、広島県呉市出身の元プロサッカー選手、サッカー指導者。ポジションはMF。

## 来歴
地元呉市立昭和北小学校のサッカー部で小学2年生からサッカーを始め、5年生まで在籍した。
小学6年生からサンフレッチェ広島F.Cの育成組織に転進、広島ジュニアに入団した。同級生に平繁龍一がいる。早くからボランチとして活躍、広島ジュニア時代の2000年には全日本少年サッカー大会出場。同年全日本少年フットサル大会に出場し準優勝、大会優秀選手に選ばれる。広島ジュニアユース時代は上野展裕監督のもと、2002年にはナイキプレミアカップジャパン準優勝し2003年マンチェスター・ユナイテッド・プレミアカップ出場。
その後、岡山県作陽高等学校へ進学。野村雅之から指導を受けた。このころは中盤だけではなくFW（ウイング）としても起用された。2006年高校3年次にはキャプテンを勤め、第85回全国高等学校サッカー選手権大会準優勝に貢献した。
大学は高知大学へ進学する。同期に實藤友紀。2009年に膝蓋骨損傷、ほぼ1年を棒に振っている。2010年、大学4年次にはキャプテンとして、第59回全日本大学サッカー選手権大会ベスト4進出に貢献した。
2011年、カターレ富山に加入した。呉市出身としては初のJリーガーである。2012年はカマタマーレ讃岐へ期限付き移籍。2012年をもって現役を引退した。
2013年からファジアーノ岡山の育成年代のコーチとして活動し、2016年2月からは岡山U-15を率いて高円宮杯全日本ユース(U-15)サッカー選手権大会に出場した。
2017年より作陽高校サッカー部監督に就任。

## 個人成績
| 国内大会個人成績 | 国内大会個人成績 | 国内大会個人成績 | 国内大会個人成績 | 国内大会個人成績 | 国内大会個人成績 | 国内大会個人成績 | 国内大会個人成績 | 国内大会個人成績 | 国内大会個人成績 | 国内大会個人成績 | 国内大会個人成績 |
| 年度             | クラブ           | 背番号           | リーグ           | リーグ戦         | リーグ戦         | リーグ杯         | リーグ杯         | オープン杯       | オープン杯       | 期間通算         | 期間通算         |
| 年度             | クラブ           | 背番号           | リーグ           | 出場             | 得点             | 出場             | 得点             | 出場             | 得点             | 出場             | 得点             |
| 日本             | 日本             | 日本             | 日本             | リーグ戦         | リーグ戦         | リーグ杯         | リーグ杯         | 天皇杯           | 天皇杯           | 期間通算         | 期間通算         |
| ---------------- | ---------------- | ---------------- | ---------------- | ---------------- | ---------------- | ---------------- | ---------------- | ---------------- | ---------------- | ---------------- | ---------------- |
| 2007             | 高知大           | 19               | -                | -                | -                | -                | -                | 1                | 0                | 1                | 0                |
| 2008             | 高知大           | 8                | -                | -                | -                | -                | -                | 1                | 0                | 1                | 0                |
| 2009             | 高知大           | 8                | -                | -                | -                | -                | -                | 0                | 0                | 0                | 0                |
| 2010             | 高知大           | 8                | -                | -                | -                | -                | -                | 1                | 0                | 1                | 0                |
| 2011             | 富山             | 26               | J2               | 2                | 0                | -                | -                | 0                | 0                | 2                | 0                |
| 2012             | 讃岐             | 8                | JFL              | 8                | 0                | -                | -                | 0                | 0                | 8                | 0                |
| 通算             | 日本             | 日本             | J2               | 2                | 0                | -                | -                | 0                | 0                | 2                | 0                |
| 通算             | 日本             | 日本             | JFL              | 8                | 0                | -                | -                | 0                | 0                | 8                | 0                |
| 通算             | 日本             | 日本             | 他               | -                | -                | -                | -                | 3                | 0                | 3                | 0                |
| 総通算           | 総通算           | 総通算           | 総通算           | 10               | 0                | -                | -                | 3                | 0                | 13               | 0                |

- Jリーグ初出場 - 2011年9月11日 J2 第27節 対湘南戦 (富山)